# Diocesi di San Pablo
La diocesi di San Pablo (in latino Dioecesis Sancti Pauli in Insulis Philippinis) è una sede della Chiesa cattolica nelle Filippine suffraganea dell'arcidiocesi di Manila. Nel 2022 contava 3.036.000 battezzati su 3.748.000 abitanti. È retta dal vescovo Marcelino Antonio Malabanan Maralit.

## Territorio
La diocesi comprende la provincia filippina di Laguna.
Sede vescovile è la città di San Pablo, dove si trova la cattedrale di San Paolo l'Eremita.
Il territorio è suddiviso in 89 parrocchie.

## Storia
La diocesi è stata eretta il 29 novembre 1966 con la bolla Ecclesiarum per ampla di papa Paolo VI, ricavandone il territorio dalla diocesi di Lipa (oggi arcidiocesi).
Nel 1968 fu istituito il seminario diocesano, che fu trasferito in una nuova sede nel 1981.
Il 27 ottobre 2015 la Congregazione per il culto divino e la disciplina dei sacramenti ha concesso ai sacerdoti che vivono nella diocesi di celebrare fino a quattro messe la domenica e nelle feste di precetto e fino a tre messe negli altri giorni.

## Cronotassi dei vescovi
Si omettono i periodi di sede vacante non superiori ai 2 anni o non storicamente accertati.
- Pedro Bantigue y Natividad † (26 gennaio 1967 - 12 luglio 1995 ritirato)
- Francisco Capiral San Diego † (12 luglio 1995 - 28 giugno 2003 nominato vescovo di Pasig)
- Leo Murphy Drona, S.D.B. (14 maggio 2004 - 25 gennaio 2013 dimesso)
- Buenaventura Malayo Famadico (25 gennaio 2013 - 21 settembre 2023 dimesso)[2]
- Marcelino Antonio Malabanan Maralit, dal 21 settembre 2024

## Statistiche
La diocesi nel 2022 su una popolazione di 3.748.000 persone contava 3.036.000 battezzati, corrispondenti all'81,0% del totale.
| anno | popolazione | popolazione | popolazione | presbiteri | presbiteri | presbiteri | presbiteri                | diaconi | religiosi | religiosi | parrocchie |
| anno | battezzati  | totale      | %           | numero     | secolari   | regolari   | battezzati per presbitero | diaconi | uomini    | donne     | parrocchie |
| ---- | ----------- | ----------- | ----------- | ---------- | ---------- | ---------- | ------------------------- | ------- | --------- | --------- | ---------- |
| 1970 | 543.503     | 618.156     | 87,9        | 63         | 49         | 14         | 8.627                     |         | 65        | 67        | 41         |
| 1980 | 804.831     | 925.094     | 87,0        | 67         | 45         | 22         | 12.012                    |         | 135       | 114       | 47         |
| 1990 | 978.115     | 1.150.742   | 85,0        | 101        | 67         | 34         | 9.684                     |         | 169       | 185       | 51         |
| 1999 | 1.720.409   | 2.016.331   | 85,3        | 172        | 102        | 70         | 10.002                    |         | 166       | 211       | 74         |
| 2000 | 1.885.269   | 2.217.964   | 85,0        | 176        | 100        | 76         | 10.711                    | 39      | 179       | 210       | 74         |
| 2001 | 1.807.782   | 2.073.493   | 87,2        | 162        | 95         | 67         | 11.159                    |         | 190       | 227       | 76         |
| 2002 | 1.802.401   | 2.144.709   | 84,0        | 167        | 99         | 68         | 10.792                    |         | 182       | 234       | 77         |
| 2003 | 1.917.507   | 2.363.881   | 81,1        | 164        | 98         | 66         | 11.692                    |         | 189       | 249       | 77         |
| 2004 | 2.147.042   | 2.608.349   | 82,3        | 172        | 99         | 73         | 12.482                    |         | 177       | 208       | 80         |
| 2010 | 2.416.743   | 2.765.128   | 87,4        | 177        | 110        | 67         | 13.653                    |         | 219       | 266       | 80         |
| 2014 | 2.832.141   | 3.297.102   | 85,9        | 193        | 111        | 82         | 14.674                    |         | 349       | 337       | 83         |
| 2017 | 3.052.485   | 3.634.272   | 84,0        | 200        | 121        | 79         | 15.262                    |         | 317       | 335       | 86         |
| 2020 | 2.958.245   | 3.652.150   | 81,0        | 220        | 145        | 75         | 13.446                    |         | 315       | 354       | 89         |
| 2022 | 3.036.000   | 3.748.000   | 81,0        | 241        | 162        | 79         | 12.597                    |         | 419       | 354       | 89         |